# Jaime Duque
Jaime Duque Arango (ur. 2 czerwca 1931 w Líbano, zm. 4 maja 1980 w Bogocie) – kolumbijski szermierz. Członek kolumbijskiej drużyny olimpijskiej w 1960 roku.